# Suhpalacsa stigmatus
Suhpalacsa stigmatus is een insect uit de familie van de vlinderhaften (Ascalaphidae), die tot de orde netvleugeligen (Neuroptera) behoort. 
Suhpalacsa stigmatus is voor het eerst wetenschappelijk beschreven door New in 1984.